# Mechelse Catechismus

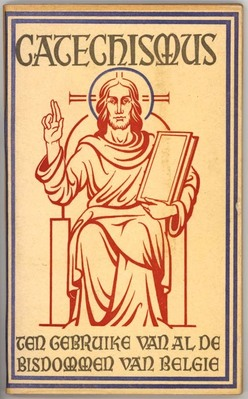
Mechelse catechismus van 1954

De Mechelse Catechismus of "Catechismus ten gebruike van al de bisdommen van België" is een catechismus die aan het begin van de zeventiende eeuw werd opgesteld in uitvoering van voorschriften van het Concilie van Trente (1545-1563).
In 1607 riep aartsbisschop Matthias Hovius in Mechelen een Provinciaal Concilie samen waar onder andere werd besloten een eenheidscatechismus op te stellen voor de hele kerkprovincie van België. Deze opdracht werd toevertrouwd aan de jezuïet Lodewijk Makeblyde. In 1609 verscheen zijn Catechismvs dat is De christeliicke leeringhe ghedeylt in neghen-en-veertigh lessen. Vervolgens zorgde een andere jezuiët, Willem De Pretere, voor een grondige herwerking. Dit leidde tot een nieuwe uitgave, die in 1623 door de bisschoppenconferentie werd goedgekeurd. Dit catechetisch handboek bleef tot diep in de twintigste eeuw de basis vormen voor het godsdienstonderricht in alle Belgische bisdommen.